# Tom Clancy’s Splinter Cell: Chaos Theory

Tom Clancy’s Splinter Cell: Chaos Theory (с англ. — «Tom Clancy’s Splinter Cell: Теория Хаоса») — компьютерная игра в жанре стелс-экшен, третья часть серии игр Splinter Cell, разработанная канадской студией Ubisoft Montreal и изначально изданная компанией Ubisoft для платформ: Microsoft Windows, PlayStation 2, Xbox и Nintendo GameCube. Игра вышла в марте 2005 года в США и в апреле того же года в Европе. Были выпущены портативные версии для мобильных телефонов, N-Gage и Nintendo DS, разработанные французской студией Gameloft. Планировалась версия для Game Boy Advance, но позже она была отменена. Ремейк игры под названием Tom Clancy’s Splinter Cell 3D был выпущен для портативной консоли Nintendo 3DS в апреле 2011 года в США и в марте того же года в Европе. Улучшенная версия Chaos Theory вышла в сентябре 2011 года для сервиса PlayStation Network для PlayStation 3 как часть коллекционного издания Splinter Cell Trilogy. Игра стала доступна для скачивания для Xbox 360 в апреле 2008 года и для Xbox One в июне 2019 года. В России и странах СНГ локализованную версию игры выпустила кампания Game Factory Interactive в кооперации с Руссобит-М.
В Tom Clancy’s Splinter Cell: Chaos Theory главного героя Сэма Фишера озвучил актёр Майкл Айронсайд. Для озвучивания персонажа Ирвинга Ламберта — начальника Сэма Фишера — вернулся Дон Джордан, которого в предыдущей части серии заменял Деннис Хэйсберт. Саундтрек к игре написан электронным музыкантом Амоном Тобином и вышел в 2005 году на лейбле Ninja Tune.
Действие игры происходит в реальном мире в различных точках земного шара. Игрок выступает за Сэма Фишера, главного героя серий игр Splinter Cell, специального агента секретного подразделения Агентства Национальной Безопасности США под названием Третий эшелон.
В подавляющем большинстве игра получила положительные отзывы от ведущих игровых изданий. «Metascore» Chaos Theory на Metacritic составляет 92 балла из 100 для версии Microsoft Windows, 87 баллов для версии PlayStation 2 и 94 балла для версии Xbox.

## Сюжет
Истоки сюжета Chaos Theory берут начало в первой игре Tom Clancy's Splinter Cell, где канадский хакер Филип Масс изобретает компьютерные алгоритмы, так называемые «Коды Масса», которые использовались для ведения информационной войны с Америкой. Филип Масс был гением, опередившим время, его компьютерные алгоритмы считались идеальным оружием XXI века для ведения войн такого рода. Третий эшелон ставит себе задачу не допустить попадания «Кодов Масса» в плохие руки.
2007 год. Отношения между Китаем, Северной Кореей, Южной Кореей, Японией и США напряжены до предела из-за создания Японией сил для ведения информационной войны. КНР и КНДР угрожают Японии блокадой морских путей, мотивируя это тем, что создав эти силы, Япония нарушает девятую статью конституции об отказе от ведения каких-либо войн. США, будучи военным союзником Японии, отправляют в Жёлтое море один из своих самых совершенных кораблей ВМС — крейсер «Кларенс Уолш». Америка надеется, что такой показ военной силы заставит Китай и Корею отказаться от своих планов.
Игра начинается с того, что Сэма Фишера отправляют в Перу на, казалось бы, никак не связанную с событиями в мире операцию по спасению Брюса Моргенхольта, программиста, некогда работавшего с Филипом Массом. Брюс был захвачен Перуанской организацией под названием «Глас народа», лидером которой является Уго Ласерда. Пробираясь по базе партизан, Сэм находит Моргенхольта погибшим от пыток электрошоком. Фишеру даётся задача устранить лидера организации и выяснить, почему Ласерда похитил Моргенхольта. Уго покидает Талара на корабле под названием «Мария Нарцисса». Сэм попадает на корабль и выполняет задание, также добыв информацию, что некий панамский банк связан с делом контрабанды оружия и проводил операции для Ласерды и его партнеров. Фишеру даётся задача: пробраться в здание банка и выяснить от чьего имени прошёл платеж Ласерде за организацию похищения Моргенхольта. Для дезинформации Фишер проводит операцию так, что его вторжение выглядит как ограбление.
В это время неизвестные силы используют алгоритмы Масса для массового отключения электроснабжения в Японии и на восточном побережье США, включая Нью-Йорк. Япония уже подвергалась такой атаке, что повлекло за собой падение её экономики. Японская Информационная служба безопасности связывается с Третьим эшелоном и докладывает, что скорее всего Китай и Корея несут ответственность за атаку.
Успешно выполнив миссию в панамском банке, Сэм выдвигается в Нью-Йорк, так как появляются сведения насчёт участия в криминальном деле Абрахима Зеркези, бывшего коллеги Моргенхольта. Выясняется, что «Дисплейс Интернешнл» — частная военная компания, созданная старым другом Фишера Дугласом Шетландом, осуществляет охрану Зеркези, который нанял Ласерду для похищения Моргенхольта. Сэм проникает в штаб-квартиру «Дисплейс» и добывает информацию, что в деле замешан Милан Недич — сербский военный преступник. Зеркези скрытно доставляют в Японию, на остров Хоккайдо, а Милан ответственен за его перевозку. Фишер отправляется на Японские острова, где встречает Шетланда, который говорит, что Недич не замешан в криминальном деле. Сэм находит потайное место, отель на окраине Саппоро, где держат Зеркези. Фишер убивает Недича и позже наблюдает за сценой убийства Зеркези Шетландом, который вскоре улетает на вертолёте.
Тем временем американский крейсер «Кларенс Уолш» подвергается атаке северокорейской противокорабельной ракетой и идёт ко дну, что приводит к началу войны Южной Кореи и США с КНДР. Северная Корея заявляет, что они не были ответственны за атаку.
Фишеру необходимо выяснить, намеренно ли была запущена северокорейская ракета, потопившая крейсер, либо запуск был инициирован сигналом, использующим «Коды Масса». Действуя на Корейском полуострове и побывав в разрушенном Сеуле, Сэм в конце концов узнаёт, что вся война была организована «Дисплейс Интернешнл». «Дисплейс» использовала «Коды Масса», которые были получены от Зеркези для взлома систем обороны КНДР и запуска противокорабельной ракеты. Шетланд добился вовлечения в войну США и хотел тем самым обогатиться на военных действиях, чтобы его военная компания стала лидирующей в Америке. Фишера отправляют в Токио, чтобы проследить за встречей Дугласа и его неизвестными сообщниками, которые оказываются людьми японской Информационной службы безопасности. Управление предаёт Шетланда и между солдатами ИСБ и наёмниками «Дисплейс» происходит перестрелка. Дуглас убегает на крышу, попутно минируя здание, а Сэм, пробиваясь через врагов, отключает бомбы, затем настигает и убивает Шетланда. Глава управления, адмирал Тосиро Отомо, добывает копию «Кодов Масса» и надеется вернуть Японию к имперскому правлению, шантажируя правительство Японии. Он угрожает использовать алгоритмы для взлома систем обороны КНДР и запуска северокорейской ракеты на японский город. Эти события повлекли бы за собой начало Третьей мировой войны. Солдаты японского спецназа штурмуют ИСБ. Третий эшелон решает отправить Сэма в здание министерства обороны Японии. Фишер пробирается в здание и нарушает планы управления. Адмирал Тосиро Отомо решает совершить харакири, однако Сэм спасает его. За свои действия Тосиро Отомо предстаёт перед судом ООН.

## Отзывы
| Сводный рейтинг           | Сводный рейтинг                                                                 | Сводный рейтинг                                                                 | Сводный рейтинг                                                                 | Сводный рейтинг                                                                 | Сводный рейтинг                                                                 | Сводный рейтинг                                                                 | Сводный рейтинг                                                                 | Сводный рейтинг                                                                 |
| Издание                   | Оценка                                                                          | Оценка                                                                          | Оценка                                                                          | Оценка                                                                          | Оценка                                                                          | Оценка                                                                          | Оценка                                                                          | Оценка                                                                          |
| Издание                   | 3DS                                                                             | DS                                                                              | GC                                                                              | N-Gage                                                                          | PC                                                                              | PS2                                                                             | Xbox                                                                            | Мобильные                                                                       |
| ------------------------- | ------------------------------------------------------------------------------- | ------------------------------------------------------------------------------- | ------------------------------------------------------------------------------- | ------------------------------------------------------------------------------- | ------------------------------------------------------------------------------- | ------------------------------------------------------------------------------- | ------------------------------------------------------------------------------- | ------------------------------------------------------------------------------- |
| GameRankings              | 53,74 %                                                                         | 51,46 %                                                                         | 81,10 %                                                                         | 85,65 %                                                                         | 91,44 %                                                                         | 89,27 %                                                                         | 94,02 %                                                                         | 87 %                                                                            |
| Metacritic                | 53/100                                                                          | 50/100                                                                          | 81/100                                                                          | 85/100                                                                          | 92/100                                                                          | 87/100                                                                          | 94/100                                                                          | N/A                                                                             |
| Иноязычные издания        |                                                                                 |                                                                                 |                                                                                 |                                                                                 |                                                                                 |                                                                                 |                                                                                 |                                                                                 |
| Издание                   | Оценка                                                                          | Оценка                                                                          | Оценка                                                                          | Оценка                                                                          | Оценка                                                                          | Оценка                                                                          | Оценка                                                                          | Оценка                                                                          |
| Издание                   | 3DS                                                                             | DS                                                                              | GC                                                                              | N-Gage                                                                          | PC                                                                              | PS2                                                                             | Xbox                                                                            | Мобильные                                                                       |
| EGM                       | N/A                                                                             | 3,83/10                                                                         | N/A                                                                             | N/A                                                                             | N/A                                                                             | N/A                                                                             | 9,5/10                                                                          | N/A                                                                             |
| Eurogamer                 | 4/10                                                                            | 5/10                                                                            | N/A                                                                             | N/A                                                                             | 8/10                                                                            | N/A                                                                             | N/A                                                                             | N/A                                                                             |
| Game Informer             | 5/10                                                                            | N/A                                                                             | N/A                                                                             | N/A                                                                             | N/A                                                                             | 9,25/10                                                                         | 9,75/10                                                                         | N/A                                                                             |
| GamePro                   | [ 28 ]                                                                          | N/A                                                                             | N/A                                                                             | N/A                                                                             | N/A                                                                             | N/A                                                                             | [ 29 ]                                                                          | N/A                                                                             |
| GameRevolution            | D                                                                               | D−                                                                              | B                                                                               | N/A                                                                             | A−                                                                              | B                                                                               | A−                                                                              | N/A                                                                             |
| GameSpot                  | 5,5/10                                                                          | 5,6/10                                                                          | 6,7/10                                                                          | 8,6/10                                                                          | N/A                                                                             | 7,1/10                                                                          | 8,6/10                                                                          | N/A                                                                             |
| GameSpy                   | N/A                                                                             | [ 42 ]                                                                          | [ 43 ]                                                                          | [ 44 ]                                                                          | [ 45 ]                                                                          | [ 46 ]                                                                          | [ 47 ]                                                                          | N/A                                                                             |
| GameTrailers              | N/A                                                                             | N/A                                                                             | 9,5/10                                                                          | N/A                                                                             | 9,5/10                                                                          | 9,5/10                                                                          | 9,5/10                                                                          | N/A                                                                             |
| GameZone                  | N/A                                                                             | N/A                                                                             | 8,7/10                                                                          | 9/10                                                                            | 9,1/10                                                                          | 8,9/10                                                                          | 9,7/10                                                                          | N/A                                                                             |
| IGN                       | 6,5/10                                                                          | 6/10                                                                            | 8,5/10                                                                          | 8,8/10                                                                          | 9,6/10                                                                          | 8,4/10                                                                          | N/A                                                                             | N/A                                                                             |
| Nintendo Power            | 5,5/10                                                                          | 8/10                                                                            | 4,1/5                                                                           | N/A                                                                             | N/A                                                                             | N/A                                                                             | N/A                                                                             | N/A                                                                             |
| OPM                       | N/A                                                                             | N/A                                                                             | N/A                                                                             | N/A                                                                             | N/A                                                                             | [ 63 ]                                                                          | N/A                                                                             | N/A                                                                             |
| OXM                       | N/A                                                                             | N/A                                                                             | N/A                                                                             | N/A                                                                             | N/A                                                                             | N/A                                                                             | 9,9/10                                                                          | N/A                                                                             |
| PC Gamer (US)             | N/A                                                                             | N/A                                                                             | N/A                                                                             | N/A                                                                             | 91 %                                                                            | N/A                                                                             | N/A                                                                             | N/A                                                                             |
| Detroit Free Press        | N/A                                                                             | N/A                                                                             | N/A                                                                             | N/A                                                                             | N/A                                                                             | N/A                                                                             | [ 66 ]                                                                          | N/A                                                                             |
| The Sydney Morning Herald | N/A                                                                             | [ 67 ]                                                                          | N/A                                                                             | N/A                                                                             | N/A                                                                             | N/A                                                                             | [ 68 ]                                                                          | N/A                                                                             |
| Награды                   |                                                                                 |                                                                                 |                                                                                 |                                                                                 |                                                                                 |                                                                                 |                                                                                 |                                                                                 |
| Издание                   | Награда                                                                         | Награда                                                                         | Награда                                                                         | Награда                                                                         | Награда                                                                         | Награда                                                                         | Награда                                                                         | Награда                                                                         |
| E3                        | 2004 Game Critics Awards: Лучшая игра на PC Лучший Экшн Лучшее качество графики | 2004 Game Critics Awards: Лучшая игра на PC Лучший Экшн Лучшее качество графики | 2004 Game Critics Awards: Лучшая игра на PC Лучший Экшн Лучшее качество графики | 2004 Game Critics Awards: Лучшая игра на PC Лучший Экшн Лучшее качество графики | 2004 Game Critics Awards: Лучшая игра на PC Лучший Экшн Лучшее качество графики | 2004 Game Critics Awards: Лучшая игра на PC Лучший Экшн Лучшее качество графики | 2004 Game Critics Awards: Лучшая игра на PC Лучший Экшн Лучшее качество графики | 2004 Game Critics Awards: Лучшая игра на PC Лучший Экшн Лучшее качество графики |
| Game Informer             | "50 лучших игр 2005 года"                                                       | "50 лучших игр 2005 года"                                                       | "50 лучших игр 2005 года"                                                       | "50 лучших игр 2005 года"                                                       | "50 лучших игр 2005 года"                                                       | "50 лучших игр 2005 года"                                                       | "50 лучших игр 2005 года"                                                       | "50 лучших игр 2005 года"                                                       |
| Official Xbox Magazine    | "Игра № 1 для Xbox 2005 года"                                                   | "Игра № 1 для Xbox 2005 года"                                                   | "Игра № 1 для Xbox 2005 года"                                                   | "Игра № 1 для Xbox 2005 года"                                                   | "Игра № 1 для Xbox 2005 года"                                                   | "Игра № 1 для Xbox 2005 года"                                                   | "Игра № 1 для Xbox 2005 года"                                                   | "Игра № 1 для Xbox 2005 года"                                                   |
| IGN                       | Editors' Choice Award                                                           | Editors' Choice Award                                                           | Editors' Choice Award                                                           | Editors' Choice Award                                                           | Editors' Choice Award                                                           | Editors' Choice Award                                                           | Editors' Choice Award                                                           | Editors' Choice Award                                                           |

Версии для Xbox и PC «Теории хаоса» получили «всеобщее признание», а PlayStation 2, N-Gage и GameCube версии получили «благоприятные» отзывы, в то время как версии 3DS и DS получили «смешанные» отзывы, все в соответствии с видеообзорами игры на сайте-агрегаторе Metacritic. Обзор 2013 года от IGN описал Теорию хаоса «вершиной» в серии. Шон Эллиот из 1UP.com дал версии Xbox аналогичный ответ, сказав, что она «не жестокая, эстафета передача мяча из прошлых игр не прошла мимо — требовательные детали не имеют значения до тех пор, когда станет нужно выполнять обязанности, и это лучшая игра из всей линейки». Роб Сэмсэй из TeamXbox дал игре 9.8/10, сказав, что «Формула отлажена до почти идеального сочетания истории и захватывающего геймплея, который все ещё требует более широкого использования мозга с мускулами … Презентация диаграмм с завораживающими визуальными и аудиоэффектами, оба из которых имеют большое влияние на то, как вы играете». Edge дал игре оценку 8/10 и сказал, что это была «игра, что первоначальный Splinter Cell предназначался для получения плотного игрового опыта в испытанных рамках, ещё одно удовольствие, чем раздражение, и игра, которая уже не исключительна для фанатов повторных перезагрузок». В Японии, Famitsu дал Xbox версии оценку из 3/8 и 1/7, приведя его в общей сложности к 31 из 40; для PS2 версии тот же журнал дал ему 2/8, 1/7 и 1/6, в результате чего составил в общей сложности 29 из 40.
Суммарная оценка GameSpot дала мобильной версии счет 8.6 из 10 и назвала её так: «потрясающая игра, самостоятельная по праву, даже если она не отходила от установленной формулы». Точно так же, Леви Бьюкенен из IGN дал той же версии 8.8 из 10 баллов и отметил, что это «определенно игра не одним движением. Она сложная, но настройки схемы управления Gameloft дают возможность компенсировать ограниченность ввода мобильного телефона. Gameloft редко спотыкается с их предложениями, и Теория Хаоса не является исключением. Когда игра появится на вашем устройстве, загрузите её. Вы можете испытать знакомое чувство, но это разнообразие куда лучше, чем получить расстройство кишечника, когда испытываете после просмотра всякой дряни».
В номерах для публикации видеоигр дали игре некоторые положительные отзывы. Maxim дал игре совершенную десятку, сказав: «Больше нет одного способа пройти коварную ночную миссию до того, как противник услышит звук шума ваших датчиков: стелс окупится точно так же, как хороший старомодный боевик». The Sydney Morning Herald дали Xbox, PC и PS2 версии все пять звезд и назвали его «Визуально эффектным и очень полезным». Тем не менее, та же газета также дала версии DS половину этот счета (две с половиной звезды) и ответила, что разочарование «усугубляется порывистым заиканием частотой кадров с 3D-графикой, что делает уже запутанное управления вдвое вялым к чувствительности. Кажется, что даже экраны меню медленно реагируют — верный признак того, что DS выталкивается за пределы своих возможностей». The New York Times дал игре благоприятный обзор и заявил, что «Может быть, Сэм просто становится старше, совершенствуя свои навыки, в то же время теряя некоторую живучесть. Его игры следуют по тому же пути, с все более и более сложным, глубоким геймплеем, но немного меньшей способностью». Джим Шефер из Detroit Free Press дал версию Xbox три звезды из четырёх, заявив: «Я зарезервирую рейтинг в четыре звезды, в следующий раз эта серия продвинется куда больше. В этом последнем издании нет ничего настолько нового, чтобы вы остановились и сказали: „Вау“. Но Теория Хаоса идет верным путем, добавляя вещи, которые делают игры Splinter Cell ещё лучше».
В связи с тем, что в игре изображается война между Северной Кореей и Южной Кореей, она была запрещена в Южной Корее до 2006 года.